# Barres de paret

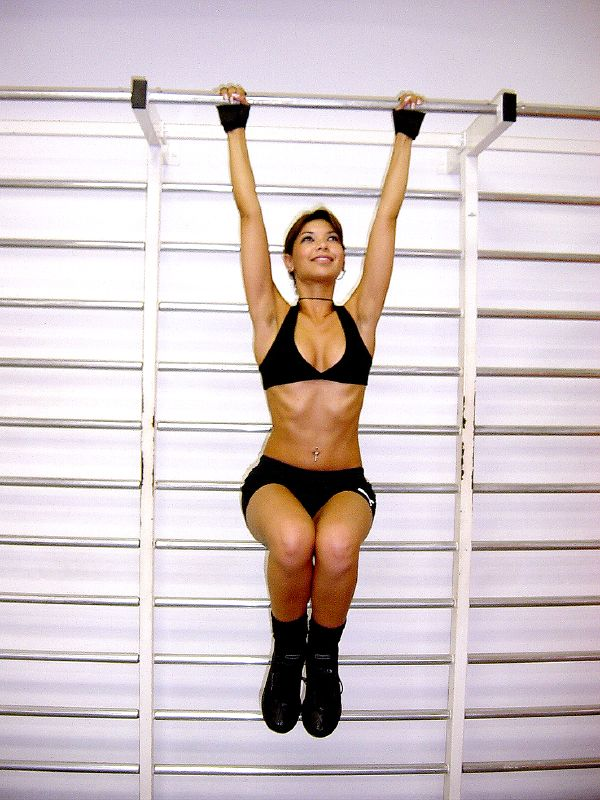
Amanda Françozo fent exercici

Unes barres de paret (també conegudes com escala sueca o paret sueca), és una peça d' equip amb forma d'escala que s'adjunta a la paret d'una sala de gimnàs o d'una habitació destinada a fer exercici.

## Història

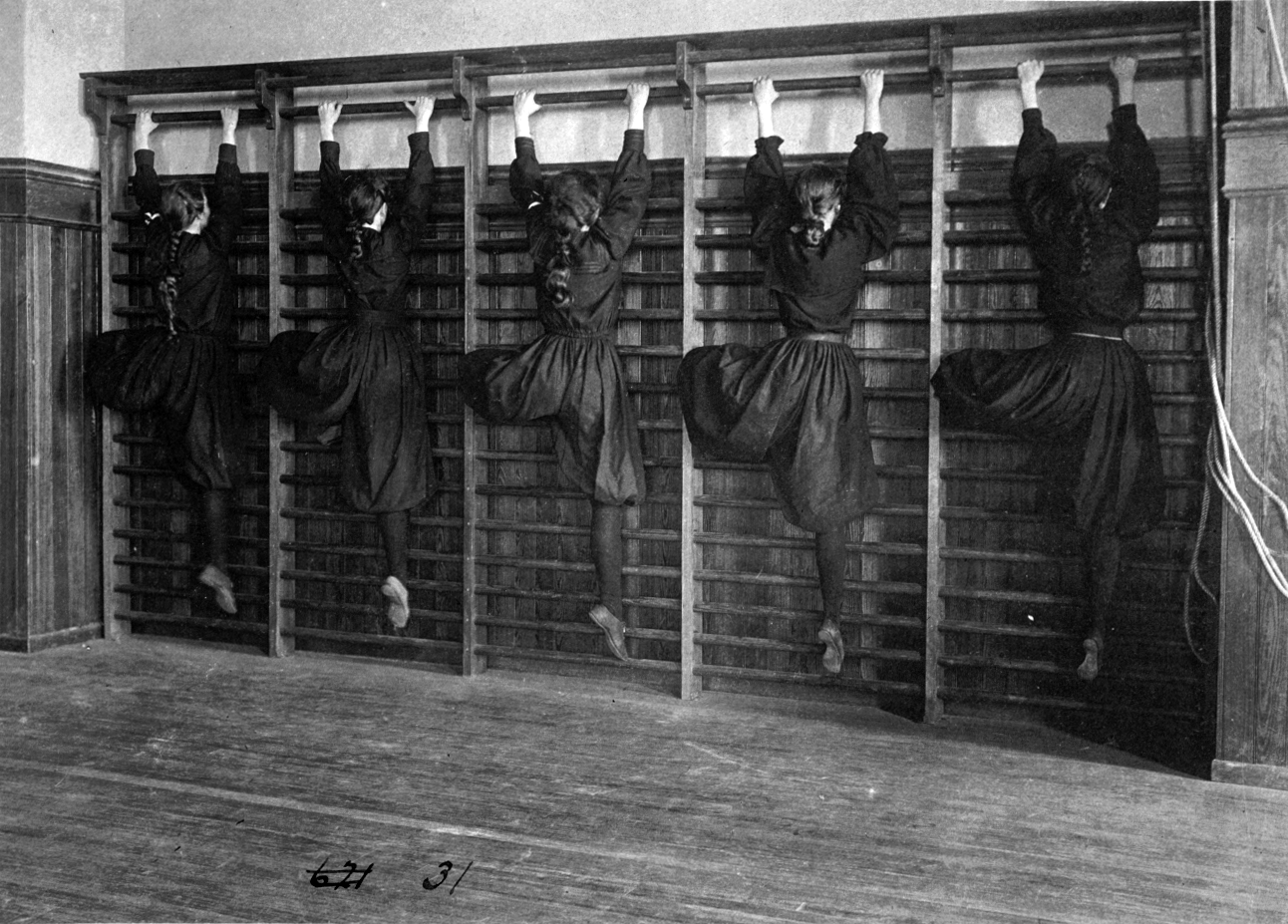
Dones gimnastes,1899

Van ser desenvolupes per Pehr Henrik Ling (1776–1839) i posteriorment desenvolupat pel seu fill Hjalmar Ling (1820–1886) .
Amb el suport del rei suec, Ling va fundar el Royal Institute for Gymnastics, on va ensenyar gimnàstica com a art, que més tard es va convertir en el sistema de treball a tot Europa. Més tard vtambé va inventar el marc suec.
Amb l'arribada dels immigrants a Amèrica, les barres de paret es van adoptar ràpidament als EUA.

## Aspecte i textura

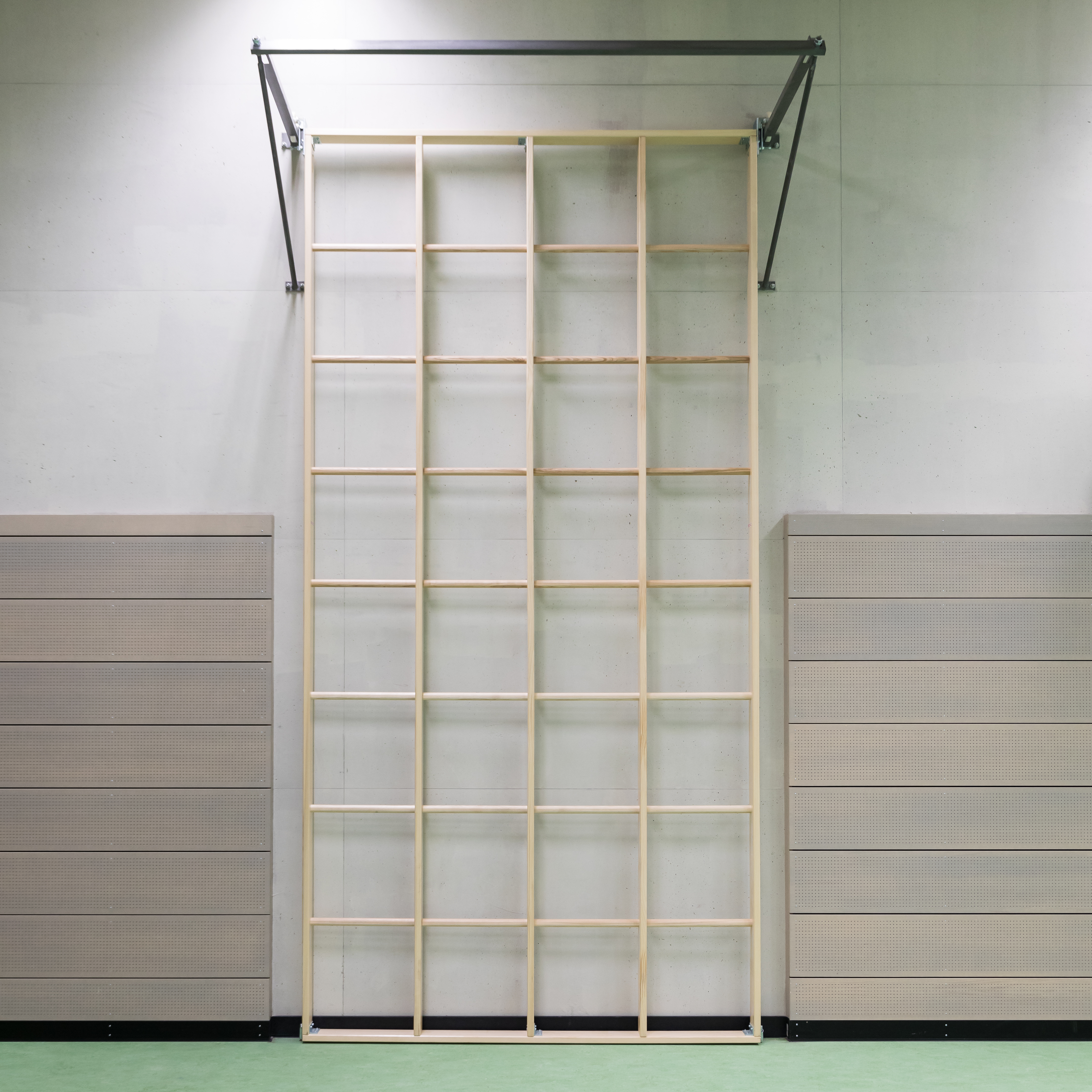
Barres de paret en un nou edifici de gimnàs el 2019

Als gimnasos, les barres de paret solen ser perquè es puguin pujar per sobre . Depenent de l'estat, una barra de paret té entre 210 i 260 cm d'alçada i un nombre de graons de 9 a 16. La barra de l'esglaó superior sempre es col·loca lleugerament cap endavant perquè es puguin fer exercicis de gimnàstica penjant-se.
Les majoria de barres de paret disponibles comercialment estan fetes de fusta de pi, tot i que també hi ha barres fetes de fusta de freixe més dura. El gruix del brot és d'uns 35 mm.
A la part superior de l'escala d'escala hi ha un espai més gran per permetre fer exercicis. En alguns casos, aquesta distància també es pot trobar al quart baix. Hi ha barres fetes a la mida dels infants.

## Usos

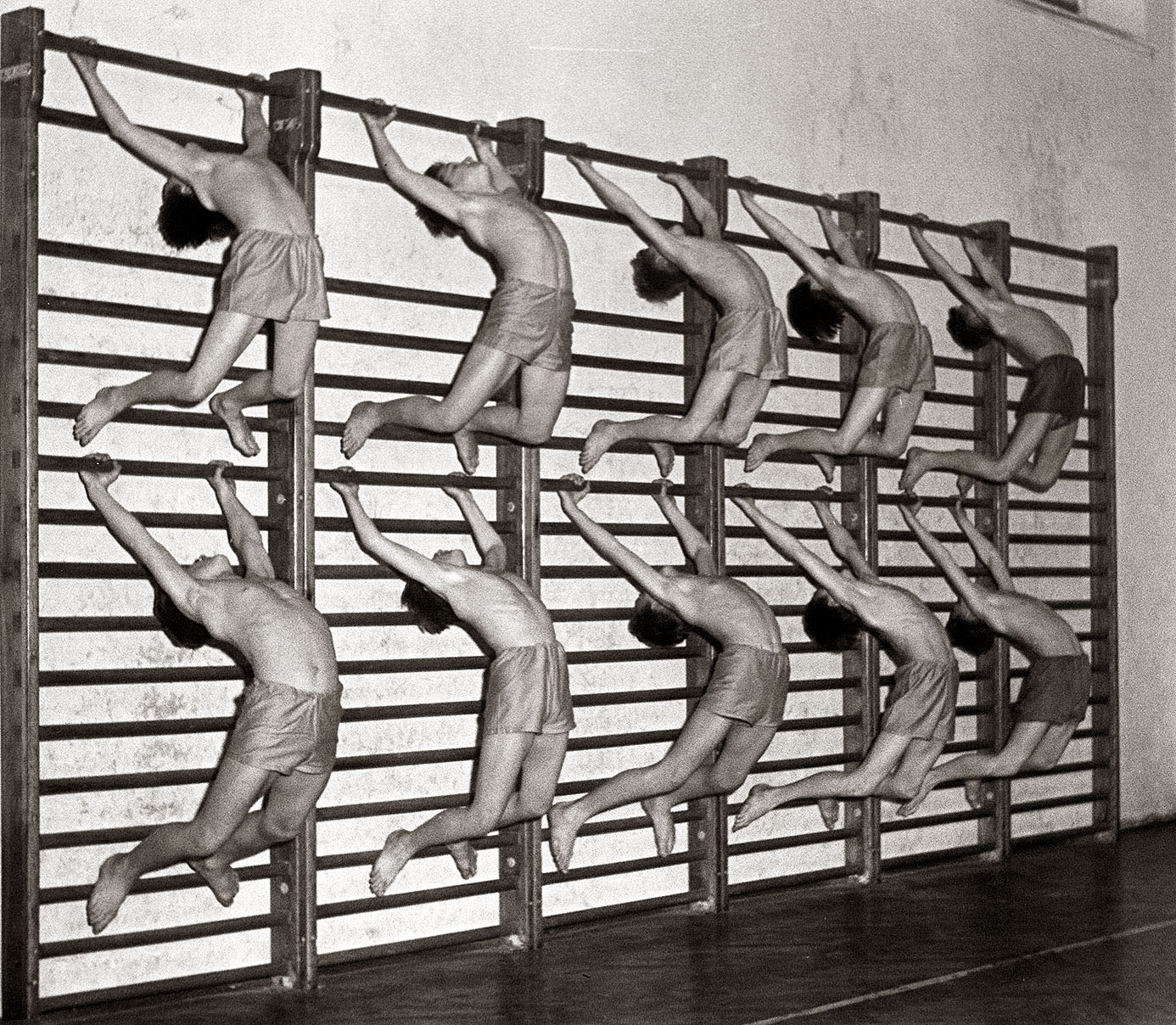
Nois a Iugoslàvia, 1957

Les barres de paret tenen molts usos i són molt utilitzades en gimnasos i escoles. S'utilitzen simplement per a les habilitats de coordinació, especialment a l'educació primària, on també les utilitzen per poder fer equilibris i lliscaments penjats. Són útils per a l'entrenament de parkour, ja que els gimnastes, a part d'enfilar-se, penjar-se i balancejar el cos a les barres, poden saltar des de les diferents altures que els proporcionen les barres, després de determinar cada gimnasta des de quina alçada li convé fer-ho. També són utilitzades per gimnastes més avançats per als seus entrenaments de resistència, entrenaments de flexibilitat o exercicis abdominals. Els gimnastes poden penjar-se de la barra més alta amb l'esquena cap a les barres i realitzar exercicis abdominals, o penjar-se de cara a les barres per estirar l'esquena.